# 大田区立館山さざなみ学校
大田区立館山さざなみ学校（おおたくりつ たてやまさざなみがっこう）は、東京都大田区が千葉県館山市に設置している全寮制の公立特別支援学校。喘息、肥満、虚弱等の子どもに対して健康指導、栄養指導等を行い健やかな成長を目的としている。前身は大田区立岩井養護学園と大田区立宇佐美養護学園。

千葉県館山市に所在するが、大田区の設置する学校であるため、大田区在住の児童しか入学できない。カリキュラムや教科書は大田区内の小学校に準じており、病弱の特別支援学校として健康について学ぶ"自立活動"の時間を設けている。
年に2回体験入学がある｛夏・冬｝

目黒区立興津健康学園が2009年（平成21年）3月に閉校の際、転地療養続行を希望する目黒区児童を引き受けた。

## 学部
- 小学部3年～6年

## 所在地
- 千葉県館山市洲宮768番地117

## 沿革
- 1983年（昭和58年）4月1日 - 開校
- 2007年（平成19年）4月1日 - 「大田区立館山養護学校」から現校名に改称
- 2012年（平成24年）11月17日 - 30周年記念式典を行う